# Centrale nucléaire de Watts Bar
La centrale nucléaire de Watts Bar est située près de Chattanooga et Knoxville dans le comté de Rhea au Tennessee sur un terrain de 7 km2.

## Description
Le site est équipé de deux réacteurs à eau pressurisée (REP) construit par Westinghouse. Le réacteur n°1 fournit l'électricité pour environ 250 000 foyers de la vallée du Tennessee. 
- Watts Bar 1 : 1157 MWe, mis en service en 1996, autorisation jusqu'en 2036[3],[4].

- Watts Bar 2 : 1164 MWe, mis en service en 2016, autorisation jusqu'en 2055[3],[5].

L'enceinte de confinement est conçue avec un « ice condenser » (condenseur à glace) similaire à Sequoyah, qui limite la pression et température dans le cas d'un accident nucléaire.

## Histoire de Construction
La construction de la deuxième unité a été interrompue en 1988, à un avancement de 80 %. La raison officielle de l'interruption est une baisse de la demande en électricité mais cet arrêt a été salué comme une victoire par les activistes antinucléaires.
La finalisation de la construction de la 2e tranche a été approuvée en 2007 en vue de son achèvement en 2013. L'autorisation de fonctionnement a été donnée en octobre 2015, pour une durée de 40 ans.
Le réacteur n°2 a divergé la première fois le 23 mai 2016 et fourni ses premiers MW sur le réseau électrique le 3 juin 2016.

## Exploitant
La centrale appartient et est exploitée par la "Tennessee Valley Authority" (TVA). 